# Вест-Вілледж
Вест-Вілледж (англ. West Village, «західне село») — західна частина району Гринвіч-Вілледж на Мангеттені.

## Опис
На заході Вест-Вілледж обмежений річкою Гудзон, на сході — 6-ю авеню, на півночі — 14-ю вулицею, на півдні — Х'юстон-стріт. На півночі Вест-Вілледж межує з М'ясороздільним та Флетайронським кварталами, на сході — з Нохо, на півдні — з районом Хадсон-сквер. З 1916 року Вест-Вілледж носить прізвисько «Маленька Богема» (англ. Little Bohemia). В районі розташовано безліч лофт. Через Вест-Вілледж проходить Хай-Лайн, за яким можна потрапити в картинні галереї Челсі.

### Населення
Вест-Вілледж є густонаселеним районом. Станом на 2009 рік, чисельність населення складала 34 613 жителів, тоді як середня щільність населення перевищувала 25 000 чол./км². У расовому співвідношенні основну частку становлять білі. Середній дохід на домашнє господарство майже удвічі перевищує середній показник по місту: 91 653 $.

### Громадський транспорт
У районі розміщені наступні станції метрополітену:
- 14th Street — Eighth Avenue на 8-й авеню;
- West Fourth Street — Washington Square на 6-й авеню;
- 14th Street на 7-й авеню;
- Christopher Street — Sheridan Square на 7-й авеню;
- Houston Street на Варик-стріт.